# Ultimate Fighter
 (septembre 2015).
Ultimate Fighter, ou Hiryū no Ken S: Hyper Version (飛龍の拳Sハイパーバージョン) au Japon, est un jeu vidéo de combat en 2D mélangeant des séquences de type beat them all et des combats en un-contre-un, développé et édité par Culture Brain en 1992 sur Super Nintendo.

## Série
1. Hiryū no Ken S: Golden Fighter (1992, Super Famicom)
2. Ultimate Fighter

### Sources à lier
- VideoGames & Computer Entertainment, Issue 54 (July 1993), noté 4.75/10
- Nintendo Power, Issue 46 (March 1993), un mini-test, noté 3.4/5 ;
- Diehard Game Fan Issue 3 (January 1993) ;
- Game Informer, Issue 10 ;
- GamePro Issue 45 (April 1993).